# Charles-Joseph Godde

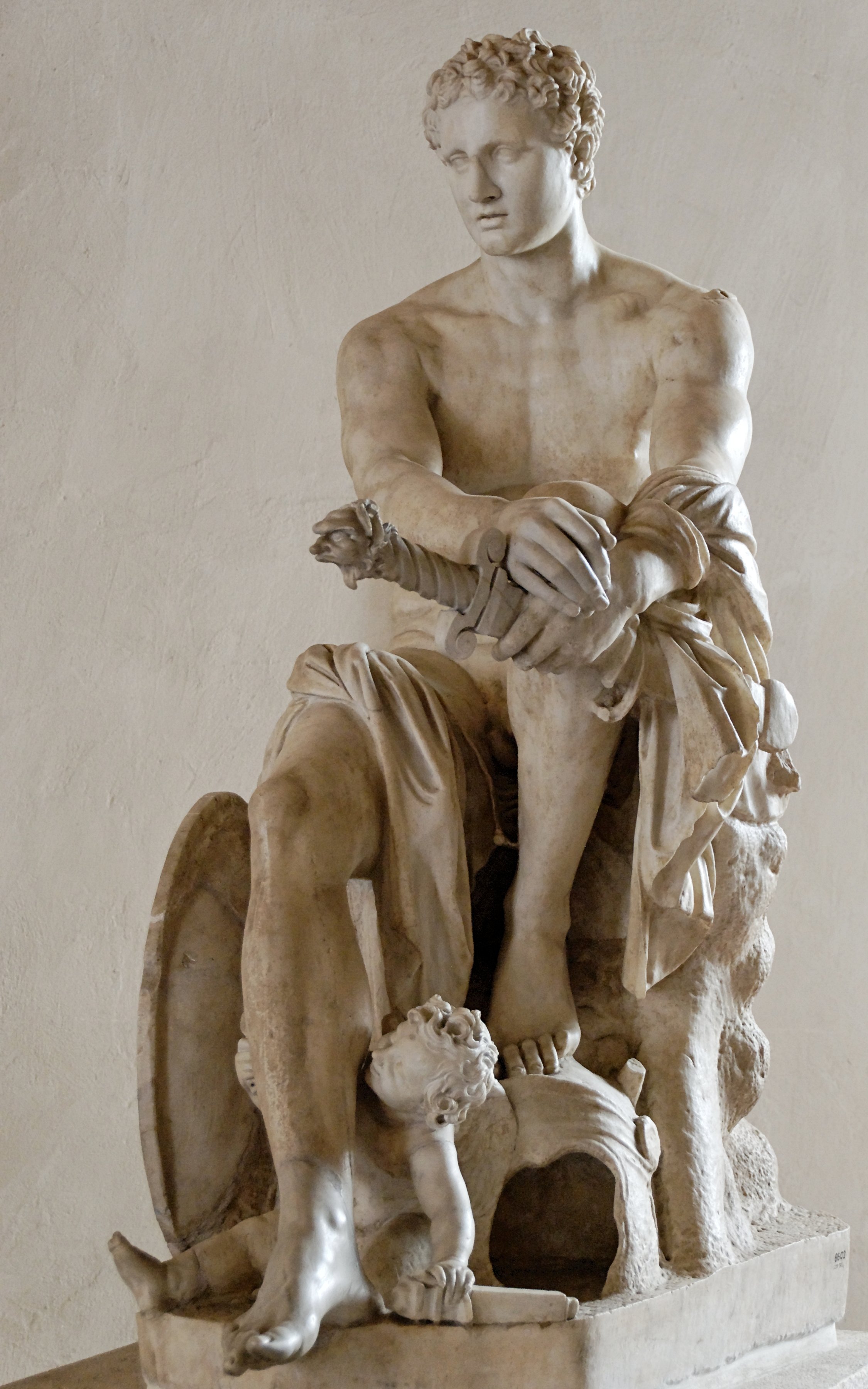
Mars assis o Ares Ludovisi, original que fue copiado por Godde en 1842

Charles-Joseph Godde, nacido el 13 de abril de 1821 en París, fue un escultor francés, ganador del Premio de Roma en 1841.

## Datos biográficos
Nacido en París el 13 de abril de 1821.
Alumno de la École nationale supérieure des beaux arts en París. Allí fue alumno de Blondel y James Pradier. A este último ayudó en la realización de la Amazona, que adornó el Circo de las Campos Elíseos edificado por Jacques Hittorff en 1841
Ganador del segundo primer gran Premio de Roma en 1841, Georges Diebolt fue el primero, con el relieve en yeso titulado Muerte de Demóstenes (del francés: Mort de Démosthène).
Viaja a Roma en 1842, pensionado en la Academia de Francia en Roma, con sede en la Villa Médici. En ese momento la academia estaba dirigida por el pintor Victor Schnetz que había sustituido en el cargo a Ingres en 1841. En su primer año de estancia realiza una copia en mármol del Mars assis de Villa Ludovisi, que es enviado a Francia.
De su segundo año en Roma Godde envió a París dos estudios, un bajorrelieve de cinco figuras, titulado Briseida rendida a los embajadores (del francés: Briséis rendue aux ambassadeurs) y una cabeza de Joás que no gustaron a los miembros de la Academia de Bellas Artes. En 1844 un relieve en yeso realizado en Roma sufre las consecuencias de un mal embalaje y se rompe en el camino a París. Su estancia en Roma finaliza con el año 1845 año en que envió un relieve titulado La masacre de los inocentes (del francés: Le Massacre des Innocents)
Falleció en el año 1852

## Obras
Entre las mejores y más conocidas obras de Charles-Joseph Godde se incluyen las siguientes:
- Muerte de Demóstenes (del francés: Mort de Démosthène), bajorrelieve en yeso.[2]
- Mars Assis, copia en mármol del original en Villa Ludovisi, realizado durante su primer año de estancia en Roma[8] Instalada en el jardín diseñado por Le Notre, entre el Palacio de los Estudios y el Hotel de Chimay[9]
- Briseida rendida a los embajadores (del francés: Briséis rendue aux ambassadeurs), bajorrelieve de cinco figuras.
- Joás, cabeza